# مارتین میلر (بازیگر)
مارتین میلر (انگلیسی: Martin Miller; ۲ سپتامبر ۱۸۹۹ – ۲۶ اوت ۱۹۶۹) یک بازیگر شخصیت چک تبار اتریشی بود که از اوایل دهه ۱۹۴۰ تا زمان مرگش نقش‌های کوچک بسیاری را در فیلم‌ها و سریال‌های تلویزیونی بریتانیا ایفا کرد.
از فیلم‌ها یا برنامه‌های تلویزیونی که وی در آن نقش داشته‌است می‌توان به ۵۵ روز در پکن، مرد سوم، نگاه دزدکی، پلنگ صورتی، خروج، جنگ، آدم‌های خیلی مهم، رولز-رویس زرد، تمساحی به نام دیزی، تهمت، مرد لحظه‌ها، و بانوی خوشگذران اشاره کرد.